# Bordé
Ne doit pas être confondu avec Bordée.

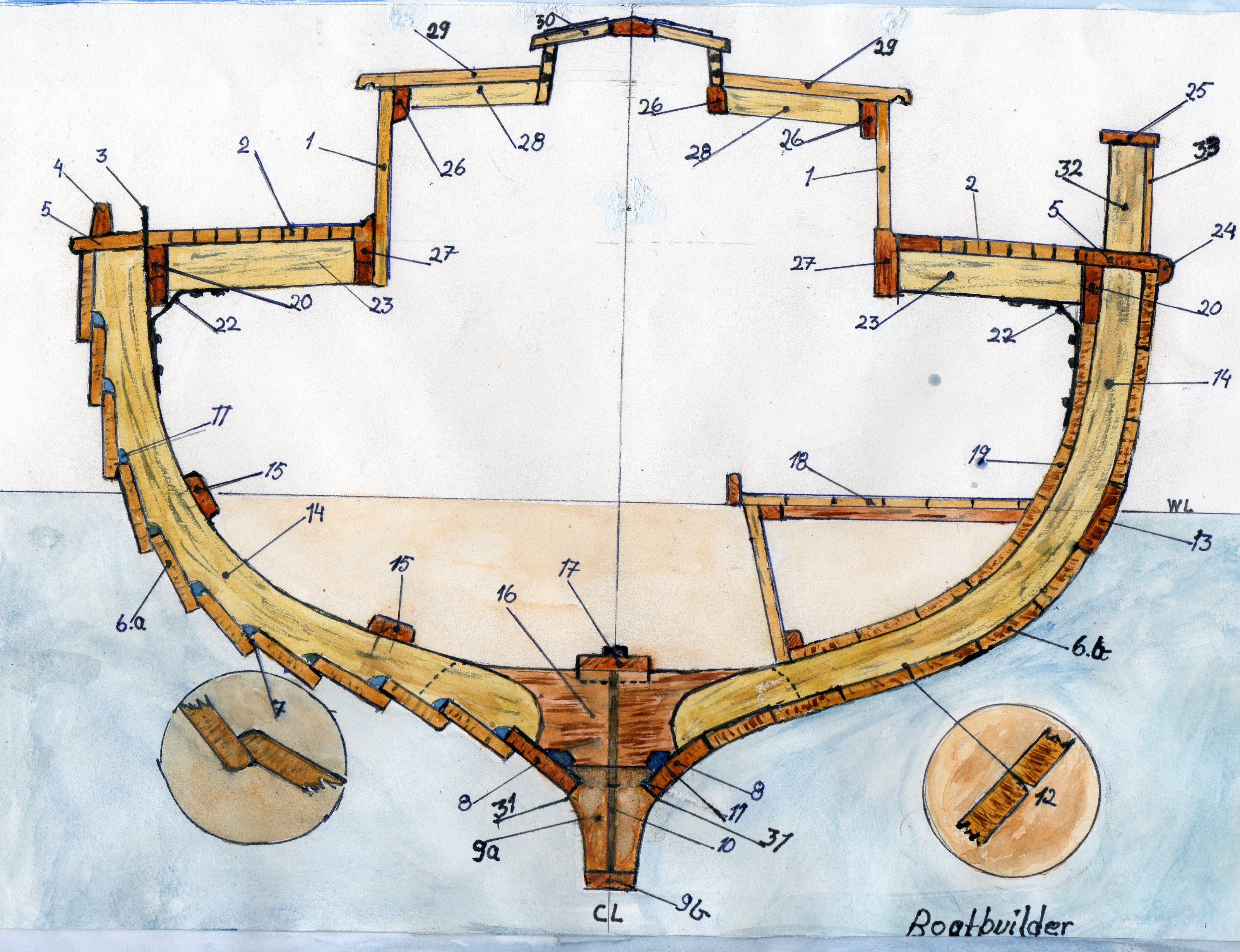
Coupe de coque montrant le bordé en coupe : bordage (13), lisse de plat-bord (5), lisse de pavois (25).

Le bordé est l'ensemble des bordages (planches constituant la coque externe d'un bateau) et des virures (suite de bordages en longueur),. Le bordage interne s'appelle le vaigrage.
Le platbord ou plat-bord est la terminaison sommitale des bordés formés par une planche horizontale soit au niveau d'un pont, soit au-dessus d'un pont. Le rebord supérieur s'appelle lisse de plat-bord, et sur le pont supérieur on parle de lisse de pavois.

## Description

### Caractéristiques
Dans la construction européenne, le bordé est fixé extérieurement sur les membrures (charpente interne). Dans l’Antiquité, les éléments du bordé étaient montés avant qu’on y insère la charpente.
Le bordé peut être de bois, d'acier, et doit être étanche (le calfatage sert à étancher les bordés de bois). Il doit résister aux forces de la mer et aux tensions internes au bateau liées à la présence du gréement, ainsi que dans une certaine mesure à des chocs minimes lorsque le bateau est à quai.

### Sémantique
On différencie : 
- bordé des hauts (œuvres mortes) ;

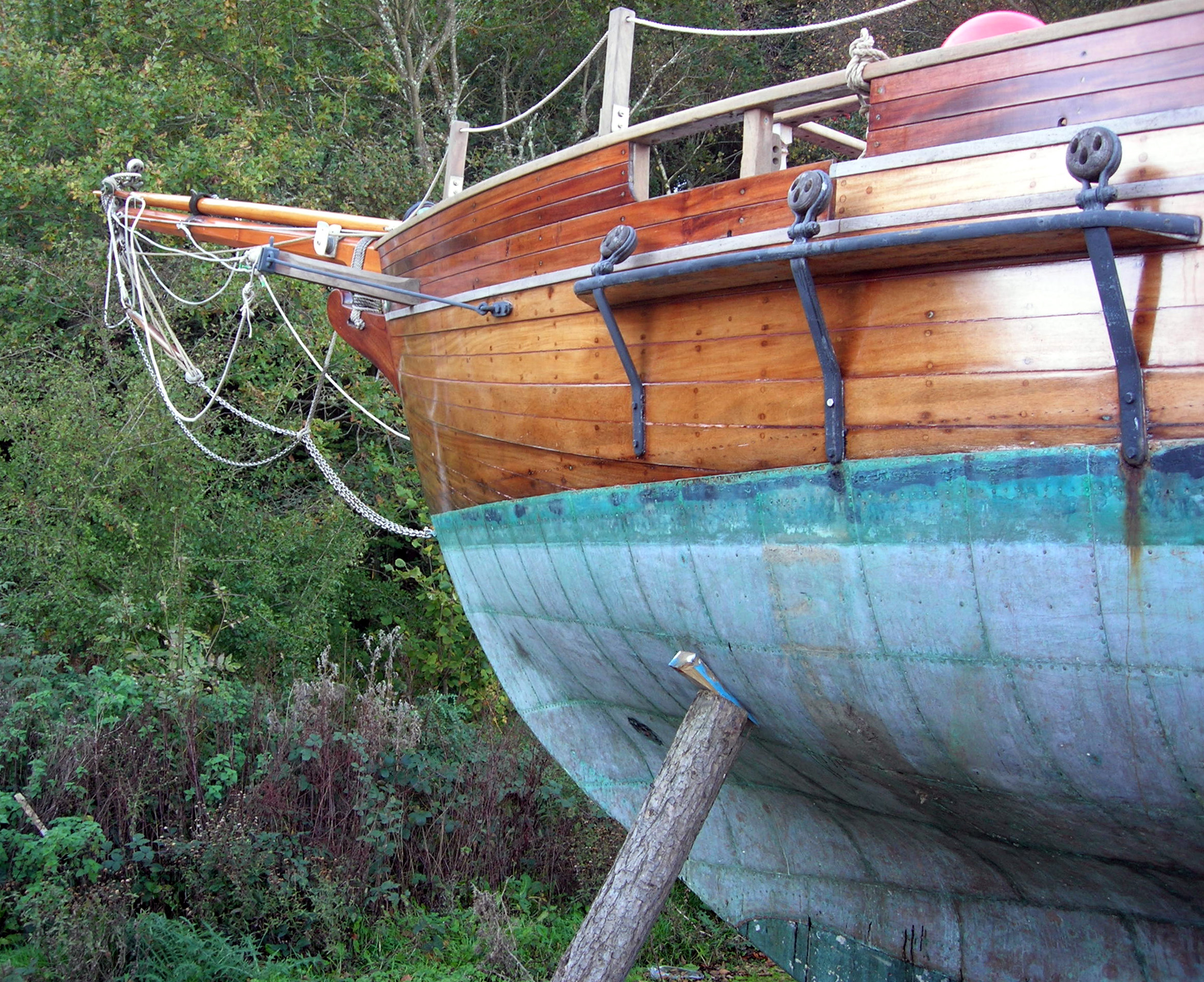
Bordé des œuvres vives doublées de cuivre (en vert-bleuté sur la moitié inférieure de la coque)

- bordé de carène ou ribord (œuvres vives) ;
- bordé de pont.

Le bordé peut être divisé en quatre zones : le pont, les murailles, les fonds et les bouchains.

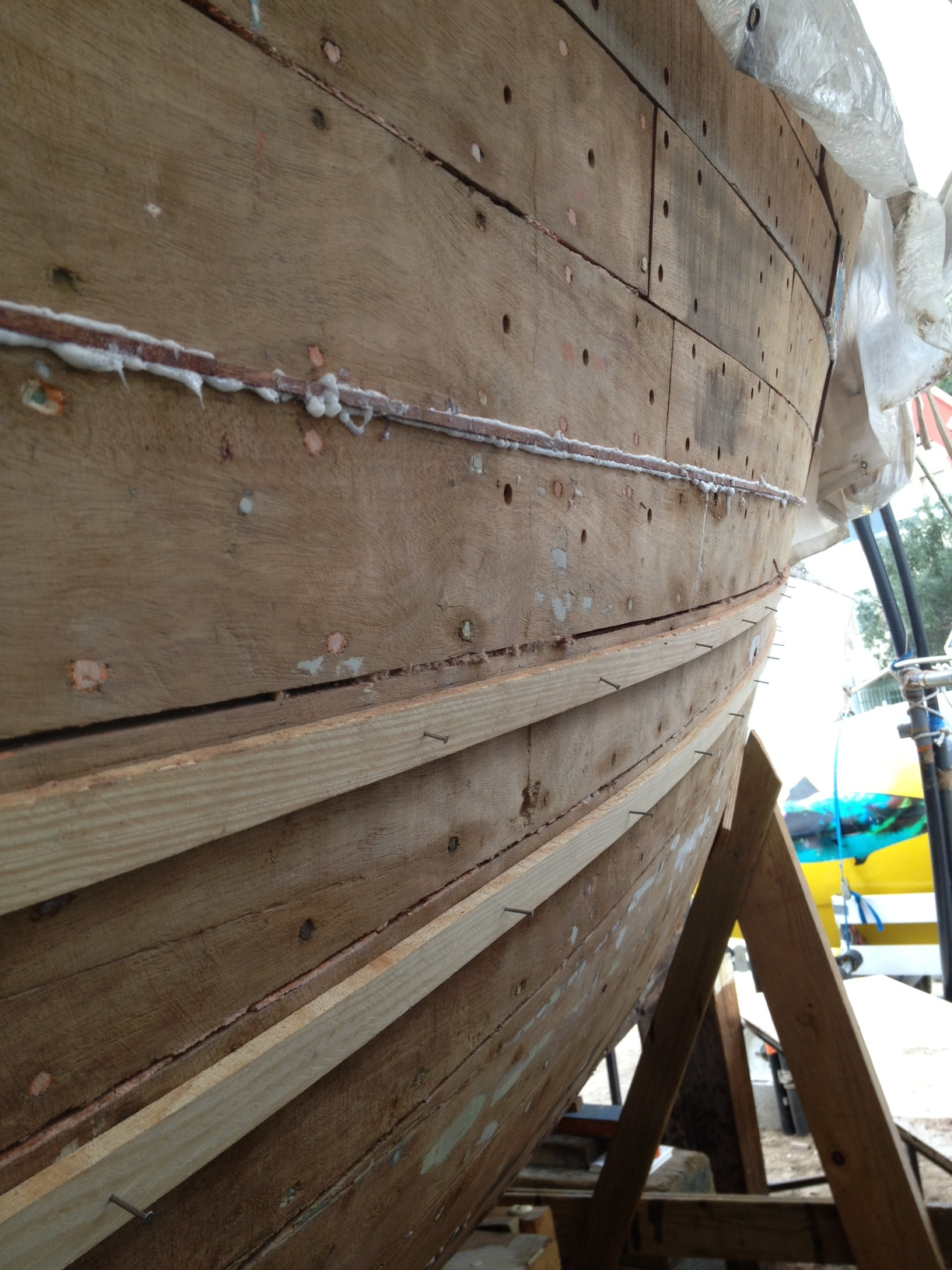
Bordé en acajou en cours de flipotage.

### Mode d'assemblage

Différence entre le bordage à clin (clinker-built en anglais) où les planches de bord se superposent et le bordage à franc-bord (carvel-built en anglais) où les planches de bord sont juxtaposées.

Le bordé peut être assemblé de différentes manières :
- Bordage à clin : les bordages sont superposés et assemblés avec de chevilles ou des rivets.
- Bordage à francs bords : les bordages sont juxtaposés et fixés sur la membrure.
- ou cousus : les bordages sont cousus.